# Anastrangalia rubriola
Anastrangalia rubriola är en skalbaggsart som först beskrevs av Bates 1878.  Anastrangalia rubriola ingår i släktet Anastrangalia och familjen långhorningar.
Artens utbredningsområde är Nepal. Inga underarter finns listade i Catalogue of Life.